# Хадерслевский собор
Хадерслевский собор (дат. Haderslev Domkirke) — собор в городе Хадерслев, Дания.

## История
Предполагается, что первая деревянная церковь в Хадерслеве была расположена на месте современного здания, однако никаких доказательств этого обнаружено не было. Однако это не зафиксировано в хрониках и очень маловероятно, что до церкви второй половины 1100-х годов, следы которой сохранились, существовала деревянная церковь.
Первым достоверно существовавшей постройкой была романская церковь. Построенная приблизительно в середине 1100-х годов, церковь была разрушена через сто лет, а её гранитные блоки использованы для фундамента новой церкви. Их всё ещё можно увидеть в хорах и на западной стене нынешней церкви, а также у северного портала; сохранившиеся элементы дают возможность представить форму и украшения предшественницы. Вероятно, она имела форму закруглённого креста; галечный камень в юго-западном углу нынешней церкви заслуживает особого внимания, поскольку вероятнее всего является краеугольным камнем.
Можно предположить, что церковь была разрушена во время междоусобных войн между королями Эриком IV и Абелем в 1247 году, однако письменных свидетельств этого нет. По другой версии маленькую церковь намеренно разобрали, чтобы на её месте построить новую, более подходящую для расширяющегося города. Так или иначе, была возведена большая кирпичная церковь в смешанном романско-готическом стиле. Остатки этой церкви были позже использованы при строительстве церкви Святого Николая в Обенро и церкви в цистерцианском аббатстве Лёгум. По сохранившемуся трансепту можно представить очертания той церкви. Южный фронтон является наиболее сохранившейся частью здания этого периода.
В 1270 году церковь была перестроена по образцу северогерманских зальных храмов: ширина двух боковых приделов равнялась половине основного нефа. Церковь стала больше, чем предыдущая, соответствуя новому коллегиальному титулу. Как таковое, оно было впервые упомянуто в 1273 году при передаче епископу Шлезвигскому.
История церкви Богоматери была тесно связана с общим политическим и культурным развитием Южной Ютландии. В частности она была предметом конфликта между с королём Эриком Померанским и графами Шауэнбург-Гольштейнскими между 1413 и 1423 годами. В те годы бывшая Шлезвигская епархия была разделена между двумя сторонами, и особенно ожесточённая борьба велась в районе Фленсбурга. Это означало, что объединение коллегиата Хадерслева и епархии Шлезвига было прекращено; вскоре был разработан план отделения Хадерслева от Шлезвига и создания отдельной епархии Хадерслева. В 1415 году король Эрик освободил церковь Богоматери и всю Хадерслевскую коллегиату от всех налогов. В то же время доходы ряда церквей были переданы церкви Богоматери в Хадерслеве, которая стремительно богатела и приобретала большие владения. Эта финансовая стабильность обеспечила коллегиате необходимые средства для восстановления церкви. Новая большая церковь в готическом стиле была построена в 1420—1440 годах, с расчётом на создание новой епархии с церковью Богоматери в качестве собора. В документах того времени церковь уже упоминается как Хадерслевский собор.
Фленсбург пал в 1431 году, когда войска графом Шлезвиг-Гольштейна одержали победу в многолетней войне с королём Эриком, и мечту об отдельной епархии Хадерслева пришлось оставить. Епископ Шлезвигский потребовал прекратить строительство новой церкви, однако церковь всё же была завершена. Во время Позднего Средневековья была пристроена башня и несколько часовен.
В 1525 году Хадерслевский собор стал первой в стране евангелическо-лютеранской церковью после перехода церкви Дании из католицизма в лютеранство по инициативе короля Кристиана III. Хадерслев можно по праву назвать «скандинавским Виттенбергом».
В 1627 году во время Тридцатилетней войны в городе вспыхнул страшный пожар, разрушивший большую часть города. Церковь сильно пострадала во время пожара: рухнула башня и западная стена, а вся северо-западная чать здания выгорела. Восстановление и реконструкция шли медленно и были завершены только в 1650 году, причём первоначальный вид церкви восстановить оказалось невозможно. Главный вход был построен в стиле архитектуры эпохи Возрождения и барокко. Все последние реставрации сохранили церковь образца 1650 года.
Епархия Хадерслева была создана в 1922 году, а церковь в Хадерслеве была выбрана в качестве собора епархии. Таким образом, спустя почти 500 лет после восстановления церкви с последующим намерением сделать её собором, она им наконец стала.
Во время последней реконструкции, которая проводилась в 1941—1951 годах, вся церковь была побелена. Было обнаружено несколько росписей, среди них 12 печатей разных семей из южной Ютландии и Гольштейнского дома, ещё одно изображение Святого Петра, а также изображение Святой Варвары. Реставрацией руководили архитекторы Харальд Лёнборг-Йенсен и Хельге Хольм; именно они придали собору нынешний облик.
- Интерьер собора
- Свод
- Алтарь
- Кафедра и купель
- Орган
- Вотивный корабль (1950)